# Elisabeth Kübler-Ross
Elisabeth Kübler-Ross, M.D. (Zurique, 8 de julho de 1926 — Scottsdale, 24 de agosto de 2004) foi uma psiquiatra suíça, autora do livro On Death and Dying, no qual apresentou o conhecido Modelo de Kübler-Ross. Após uma série de derrames cerebrais, ela faleceu aos 78 anos. Em 2007, foi eleita para o National Women's Hall of Fame dos Estados Unidos.
A publicação de seu livro mais famoso em 1969 On Death and Dying marcou o rumo de seu trabalho, enriquecido posteriormente por contribuições de especialistas de uma área específica da profissão médica, a tanatologia. Nesse livro,  Kübler-Ross identifica fases nos períodos que antecedem a morte e cria métodos para médicos, enfermeiros e familiares acompanharem e ajudarem pacientes gravemente enfermos. No livro, ela não pretendeu criar um modelo rígido para os estágios do processo de morrer, mas simplesmente dar voz a pacientes que tinham doenças graves.
Foi pioneira no tratamento de pacientes em estado terminal, nos Estados Unidos da América e em diversos países do mundo, sendo reconhecida por líderes mundiais do seu campo de trabalho, como Dame Cicely Saunders, Dr. Balfour Mount e Florence Wald. Ela deu o impulso para a criação de sistema de hospices específicos para pessoas gravemente doentes nos Estados Unidos, que são estabelecimentos para internar e cuidar de pacientes em estágio terminal.
Kübler-Ross descreveu os estágios do processo por que passam os pacientes com doenças terminais, diante da perspectiva da morte, observando que amigos e familiares em luto também pareciam passar por processo semelhante. Os cinco estágios do luto são popularmente conhecidos pelo acrônimo DABDA (em inglês: Denial, Anger, Bargaining, Depression, Acceptance; em português, negação, raiva, negociação, depressão e aceitação).
Na década de 1970, reivindicou o direito de crianças e adolescentes de receberem cuidados paliativos de qualidade, tendo trabalhado por anos exclusivamente com crianças gravemente enfermas e suas famílias. Ainda durante a década de 1970, iniciou uma série de workshops intitulados Life, Death and Transtion, para ajudar pacientes, famílias e pessoas enlutadas a encontrar sentido, dignidade e paz em suas vidas. Esses workshops foram oferecidos nos Estados Unidos e em diversos países do mundo, com a ajuda do time de profissionais que Elisabeth treinou.
Na década de 1980, Elisabeth Kübler-Ross dedicou-se a cuidar de pacientes com HIV/AIDS, lutando para melhorar a qualidade de vida deles, em uma época em que se desconhecia exatamente os meios de controlar a doença. Na década de 1990, como desejava abrir na Virgínia um Hospice para crianças com HIV/AIDS, em sua própria fazenda, mas teve seus planos frustrados em virtude de um incêndio, com forte suspeita da participação de alguns grupos de moradores locais que não desejavam a abertura do estabelecimento.
No final de sua carreira, Elisabeth dedicou sua pesquisa à verificação da suposta "vida após a morte", fazendo, com sua equipe, milhares de entrevistas com pessoas que relataram experiências de uma suposta morte (pessoas que morreram por alguns instantes e voltaram), também chamadas de experiências de quase morte (EQM). Esse novo interesse da especialista na época foi recebido com ceticismo pela maioria dos cientistas e médicos.

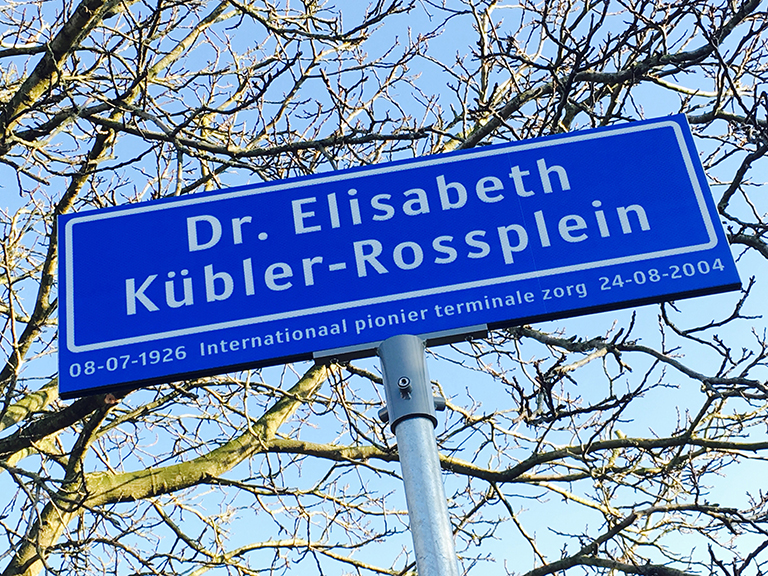
Rua com o nome de Kübler-Ross na Holanda

Recebeu mais de 20 títulos de doutorado honoris causa, sendo reconhecida em diversas universidades em todo o mundo como uma autoridade nos estudos sobre a morte e o morrer. Atualmente, a Elisabeth Kübler-Ross Foundation (EKR Foundation) representa o seu legado em todo o mundo, tendo em diversos países, e também no Brasil, uma filial da EKR Foundation, que tem por finalidade difundir o legado da vida de Elisabeth Kübler-Ross.
Recentemente, parte dos arquivos pessoais de Elisabeth Kübler-Ross foi doado pela EKR Foundation à Faculdade de Medicina da Universidade de Stanford, incluindo-se cartas pessoais, artigos de jornais, manuscritos inéditos da história do Movimento Hospice, além de centenas de outros itens.

Fases do luto de Ross: negação, raiva, negociação, depressão e aceitação

## Legado na mídia e cultura populares

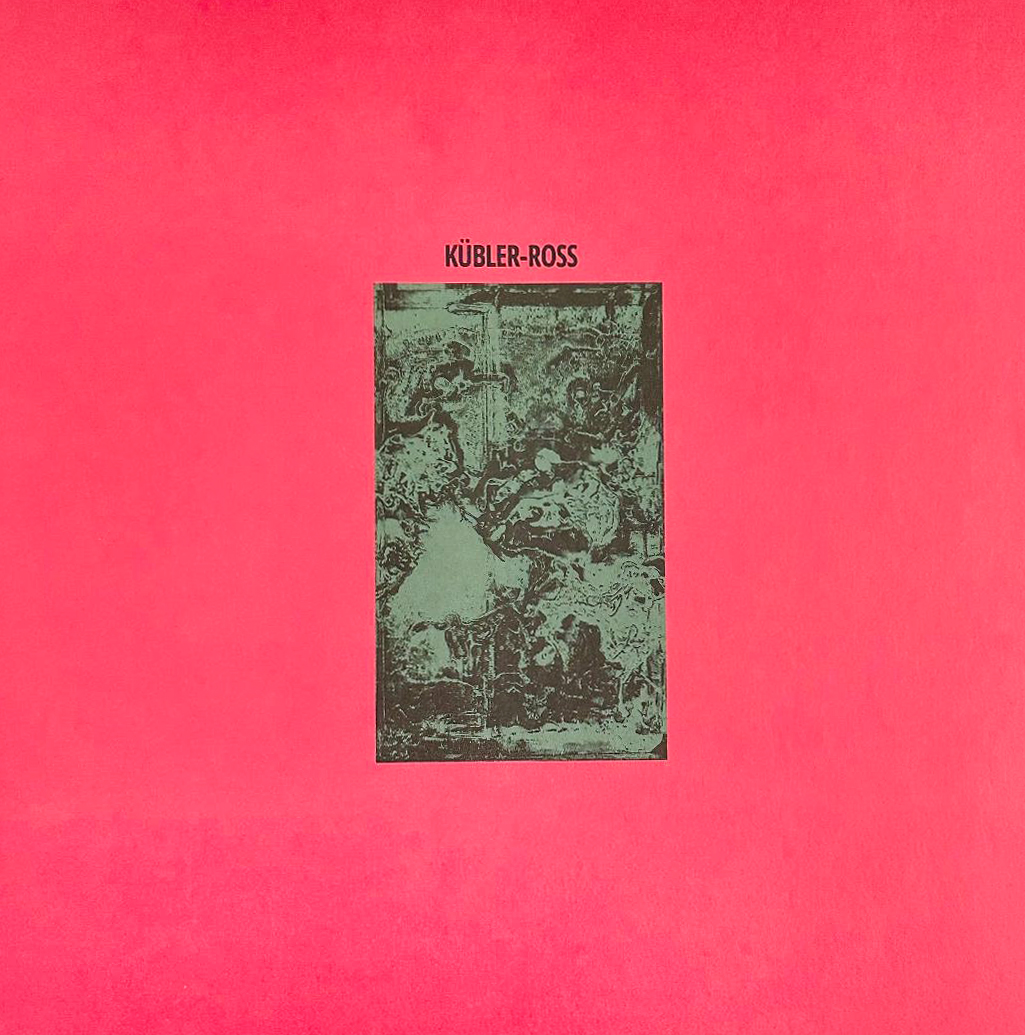
O álbum "Kübler-Ross" da banda "Kübler-Ross"

A influência de Elisabeth Kübler-Ross tem sido significativa na cultura popular, particularmente na indústria musical após seu falecimento. Numerosos artistas e bandas prestaram homenagem a Kübler-Ross através dos seus trabalhos criativos. Músicas como "Kübler-Ross" foram nomeadas em sua homenagem por artistas como: Chuck Wilson (2010), Elephant Rifle (2010), Dominic Moore (2015), Alp Aybers (2020), Alp Aybers (2020), Audio Medic (2021), O SIZE (2022), Kübler-Ross the band (2020), Norro (2024), e Mic Lanny & James Rock (2014). Em 2008, Matt Elliott lançou "The Kübler-Ross Model" em seu álbum "Howling Songs". Em 2006, The Gnomes lançou uma faixa intitulada “Elisabeth Kübler-Ross has Died”.
Além de músicas, álbuns EP como "Kübler-Ross" de Chine Drive (2023), álbum "Kübler-Ross Soliloquies" de Deadbeat (2023), álbum "Kübler-Ross" de Coachello (2024) ), e o álbum "Kübler-Ross (Five Stages of Grief)" de Saint Juvi (2024) foram nomeados em sua memória. "Notavelmente, a banda Spring Offensive de Oxford incorporou trechos da voz de Kübler-Ross três vezes em sua balada rock de 13:20 minutos 'The First of Many Dreams About Monsters', uma canção de 2010 sobre luto, morte e o falecido do cantor. mãe."
Vários artistas musicais também intitularam álbuns baseados nos livros de Kübler-Ross, como "Beyond the Shores (On Death & Dying)" de Shores of Null (2020) e “Wheel of Life” do saxofonista japonês Sadao Watanabe. O álbum "Love & Fear" de Marina de 2019 se inspira diretamente na filosofia de Kübler-Ross, conforme observado em várias entrevistas.
O impacto de Kübler-Ross também se estende a nomes de bandas, com KÜBLER ROSS, uma banda punk sueca fundada por uma ex-enfermeira, e Kübler-Ross, uma banda de sintetizadores/wave/industrial de Glasgow, Escócia, cujo álbum Kübler-Ross foi nomeado para Álbum do Ano, na Escócia, em 2021. Além disso, em 2014, foi formada uma banda sul-coreana de rock matemático com o nome de Dabda.
Em 2024, o cantor Taylor Swift criou uma playlist para Apple Music baseada nos Cinco Estágios do Luto.